# Cimolodonta
Cimolodonta (лат.) — клада многобугорчатых млекопитающих, появившихся в меловом периоде и вымерших в эоцене. По образу жизни, вероятно, напоминали грызунов, которые в итоге и заняли их экологическую нишу. Более базальных многобугорчатых выделяют в подотряд «Plagiaulacida» — парафилетическую группу, включающую всех многобугорчатых за вычетом Cimolodonta.
Cimolodonta — вероятно, монофилетический подотряд. Ископаемые остатки этих млекопитающих были обнаружены по всему Северному полушарию. Они возникли в аптском веке и полностью вытеснили более примитивных «Plagiaulacida» в начале позднего мела. Таксон объединяет неформальную группу «Paracimexomys», надсемейства Djadochtatherioidea, Taeniolabidoidea и Ptilodontoidea. В подотряд также включают семейства Cimolomyidae, Boffiidae, Eucosmodontidae, Kogaionidae, Microcosmodontidae и роды Uzbekbaatar и Viridomys неопределённого положения. Для их более точной систематики необходимы дальнейшие открытия и изучения.

## Таксономия
Подотряд †Cimolodonta McKenna, 1975
- Надсемейство Incertae sedis
  - Семейство Incertae sedis
    - Подсемейство Incertae sedis
      - Род ?Ameribaatar Eaton & Cifelli, 2001
      - Род ?Bryceomys Eaton, 1995
      - Род Cedaromys Eaton & Cifelli, 2001
      - Род ?Dakotamys Eaton, 1995; (ранний мел, центральная Северная Америка)
      - Род ?Fractinus Higgins, 2003
      - Род Halodon Marsh, 1889
      - Род Ptilodus (Marsh, 1889) Gidley, 1909
      - Род ?Uzbekbaatar Kielan-Jaworowska & Nesov, 1992
      - Род ?Barbatodon Rãdulescu & Samson, 1986
- Группа «Paracimexomys» Archibald, 1982
  - Род Paracimexomys Archibald, 1982
  - Род ?Cimexomys Fox, 1971
  - Род Cimexomys Sloan & Van Valen, 1965 sensu stricto?
- Семейство Boffiidae Hahn & Hahn, 1983
  - Род Boffius Vianey-Liaud, 1979
- Семейство Cimolomyidae Marsh, 1889 sensu Kielan-Jaworowska & Hurum, 2001
  - Род Essonodon Simpson, 1927
  - Род Buginbaatar Kielan-Jaworowska & Sochava, 1969
  - Род Meniscoessus Cope, 1882 (син. Dipriodon Marsh, 1889, Tripriodon Marsh, 1889, Selenacodon Marsh, 1889, Halodon Marsh, 1889, Oracodon Marsh, 1889)
  - Род Cimolomys Marsh, 1889 (син. ?Allacodon Marsh, 1889; Meniscoessus; Ptilodus; Selenacodon Marsh, 1889)
- Надсемейство Ptilodontoidea Cope, 1887 sensu McKenna & Bell, 1997 & Kielan-Jaworowska & Hurum, 2001
  - Семейство Cimolodontidae Marsh, 1889 sensu Kielan-Jaworowska & Hurum, 2001
    - Род Liotomus Lemoine, 1882
    - Род Essonodon Simpson, 1927
    - Род Anconodon Jepsen, 1940
    - Род Cimolodon Marsh, 1889 (син. Nanomys Marsh, 1889, Nonomyops Marsh, 1892)
    - Род Neoliotomus Jepsen, 1930

  - Семейство Ptilodontidae Cope, 1887 (син. Ptilodontinae Cope, 1887 sensu McKenna & Bell, 1997)
    - Род Kimbetohia Simpson, 1936
    - Род Ptilodus Cope, 1881 (Chirox Cope, 1884)
    - Род Baiotomeus Krause, 1987
    - Род Prochetodon Jepsen, 1940

  - Семейство Neoplagiaulacidae Ameghino, 1890 (син. Neoplagiaulacinae Ameghino, 1890 sensu McKenna & Bell, 1997)
    - Род Mesodma Marsh, 1889
    - Род Ectypodus Matthew & Cranger, 1921 (син. Charlesmooria Kühne, 1969)
    - Род Mimetodon Jepsen, 1940
    - Род Neoplagiaulax Lemoine, 1882
    - Род Parectypodus Jepsen, 1930
    - Род Cernaysia Vianey-Liaud, 1986
    - Род Krauseia Vianey-Liaud, 1986
    - Род Xyronomys Rigby, 1980
    - Род Xanclomys Rigby, 1980
    - Род Mesodmops Tong & Wang, 1994

  - Семейство Kogaionidae Rãdulescu & Samson, 1996
    - Род Barbatodon Rãdulescu & Samson, 1996
    - Род Hainina Vianey-Liaud, 1979
    - Род Kogaionon Rãdulescu & Samson, 1996

  - Семейство Eucosmodontidae Jepsen, 1940 sensu Kielan-Jaworowska & Hurum, 2001 (син. Eucosmodontinae Jepsen, 1940 sensu McKenna & Bell, 1997)
    - Род Clemensodon Krause, 1992
    - Род Eucosmodon Matthew & Granger, 1921
    - Род Stygimys Sloan & Van Valen, 1965

  - Семейство Microcosmodontidae Holtzman & Wolberg, 1977 (син. Microcosmodontinae Holtzman & Wolberg, 1977 McKenna & Bell, 1997)
    - Род Pentacosmodon Jepsen, 1940
    - Род Acheronodon Archibald, 1982
    - Род Microcosmodon Jepsen, 1930
- Надсемейство Djadochtatherioidea Kielan-Jaworowska & Hurum, 1997 sensu Kielan-Jaworowska & Hurum, 2001 (син. Djadochtatheria Kielan-Jaworowska & Hurum, 1997)
  - Род ?Bulganbaatar Kielan-Jaworowska, 1974
  - Род ?Chulsanbaatar Kielan-Jaworowska, 1974
  - Род Nemegtbaatar Kielan-Jaworowska, 1974
  - Семейство Sloanbaataridae Kielan-Jaworowska, 1974
    - Род Kamptobaatar Kielan-Jaworowska, 1970
    - Род Nessovbaatar Kielan-Jaworowska & Hurum, 1997
    - Род Sloanbaatar Kielan-Jaworowska, 1974

  - Семейство Djadochtatheriidae Kielan-Jaworowska & Hurum, 1997
    - Род Djadochtatherium Simpson, 1925
    - Род Catopsbaatar Kielan-Jaworowska, 1974
    - Род Tombaatar Kielan-Jaworowska, 1974
    - Род Kryptobaatar Kielan-Jaworowska, 1970 (син. Gobibaatar Kielan-Jaworowska, 1970, Tugrigbaatar Kielan-Jaworowska & Dashzeveg, 1978)
- Надсемейство Taeniolabidoidea Granger & Simpson, 1929 sensu Kielan-Jaworowska & Hurum, 2001
  - Род Prionessus Matthew & Granger, 1925
  - Семейство Taeniolabididae Granger & Simpson, 1929
    - Род Kimbetopsalis Sarah, 2015
    - Род Taeniolabis Cope, 1882

  - Семейство Lambdopsalidae  Chow & Qi, 1978
    - Род Sphenopsalis Matthew, Granger & Simpson, 1928
    - Род Lambdopsalis Chow & Qi, 1978